# Soblahov
Soblahov – wieś i gmina (obec) w powiecie trenczyńskim, w kraju trenczyńskim, w północno-zachodniej Słowacji. Pierwsza pisemna wzmianka o wsi pochodzi z 1332 roku.

## Gminy i miejscowości partnerskie
- Buchlovice (Czechy)
- gmina Rudniki (Polska)
- Sloup (Czechy)[6]